# Protubérance occipitale externe
La protubérance occipitale externe est un relief de la face externe de l'os occipital. Ce relief est médian, impair et palpable sous-cutané,.
Elle se situe au même niveau que la protubérance occipitale interne.
C'est le point de départ de la crête occipitale externe et des lignes nuchales suprêmes et supérieures. Le point crâniométrique inion se trouve à sa base.
Elle donne insertion au ligament de la nuque et aux faisceaux médiaux des muscles trapèzes.